# 多布林卡
48°36′56″N 36°32′29″E / 48.61556°N 36.54139°E
多布林卡（烏克蘭語：Добринька），是烏克蘭的村落，位於該國中部第聶伯羅彼得羅夫斯克州，由佩特羅拉夫利夫卡區負責管轄，處於薩馬拉河右岸，分別距離瓦爾瓦里夫卡1公里和霍羅舍5公里，2001年人口239。